# Pastrengo
Pastrengo és un comune (municipi) de la província de Verona, a la regió italiana del Vèneto, situat a uns 120 quilòmetres a l'oest de Venècia i a uns 15 quilòmetres al nord-oest de Verona.
A 1 de gener de 2020 la seva població era de 3.143 habitants.
Pastrengo limita amb els següents municipis: Bardolino, Bussolengo, Cavaion Veronese, Lazise, Pescantina i Sant'Ambrogio di Valpolicella.

## Història
Pastrengo és conegut per la batalla de Pastrengo, que va enfrontar els exèrcits del Regne de Sardenya i de l'imperi austrohongarès el 30 d'abril de 1848, en el transcurs de la Primera Guerra d'Independència italiana.